# USS Independence (CV-62)
El USS Independence (CV/CVA-62) fue un portaaviones clase Forrestal de la Armada de Estados Unidos. Fue el cuarto y último miembro de la clase Forrestal, superportaaviones de propulsión convencional. Entró en servicio en 1959, pasando gran parte de sus primeros años en la Flota del Mediterráneo.
El Independence hizo un único recorrido en las costas de Vietnam en 1965 durante la Guerra de Vietnam, también llevó a cabo ataques aéreos contra fuerzas sirias durante la Guerra Civil Libanesa y operaciones sobre Irak durante la Operación Southern Watch, en aplicación de la zona de exclusión aérea sobre el sur de Irak. Fue dado de baja en 1998 después de 39 años de servicio activo. 

## Diseño
Los portaaviones de la clase Forrestal fueron diseñados en la década de 1950 como una versión más pequeña de los cancelados "supercarriers" de la clase United States. A diferencia de la clase United States,  tenían que operar tanto en ataques nucleares como en roles convencionales, y por lo tanto tenían la intención de llevar una flota mixta de cazas, aviones de ataque ligero y ataque pesado, todos los cuales debían ser jets. Los vehículos fueron diseñados en torno al nuevo bombardero Douglas A-3 Skywarrior, con cuatro ascensores de última generación en cubierta lo suficientemente grandes como para manejar el nuevo bombardero. Como los aviones a reacción necesitan mucho más combustible que los aviones con motor de pistón, la clase Forrestal tenía una capacidad de combustible de aviación mucho más grande que los transportes existentes, con 750 000 galones de Avgas y 789 000 galones de JP-5, más del doble de lo que llevan los portaaviones de la clase Midway.
El Independence fue construido con una cubierta de vuelo en ángulo con cuatro catapultas de vapor C-7, dos en la proa y dos en la cubierta angular. Fue equipado con el radar de búsqueda AN/SPS-37 de largo alcance y el radar de búsqueda de altura AN/SPS-8B. El armamento defensivo consistía en ocho cañones Mark 42 calibre 5"/54 montados en flotadores en los costados del buque de modo que no interfirieran con la cubierta de vuelo. El ala aérea inicial de los portaaviones de clase Forrestal fue de unos 90 aviones, aunque esto varió de la composición del ala aérea.

## Construcción
El contrato para la construcción del Independence, el cuarto portaaviones clase Forrestal, fue otorgado a la New York Navy Yard el 2 de julio de 1954, el buque fue puesto en grada el 1 de julio de 1955. Fue botado el 6 de junio de 1958, siendo la madrina del acto la esposa de Thomas S. Gates, el secretario de la Armada, y puesto en servicio el 10 de enero de 1959.

## Desmantelamiento y destino
El Independence fue dado de baja en una ceremonias en el astillero naval de Puget Sound en Bremerton, Washington, el 30 de septiembre de 1998.  
El banderín de asignación se arrió 39 años, 9 meses y 20 días después de ser izado por primera vez, y el First Navy Jack se trasladó al siguiente buque activo más antiguo de la Armada, el portaaviones USS Kitty Hawk.

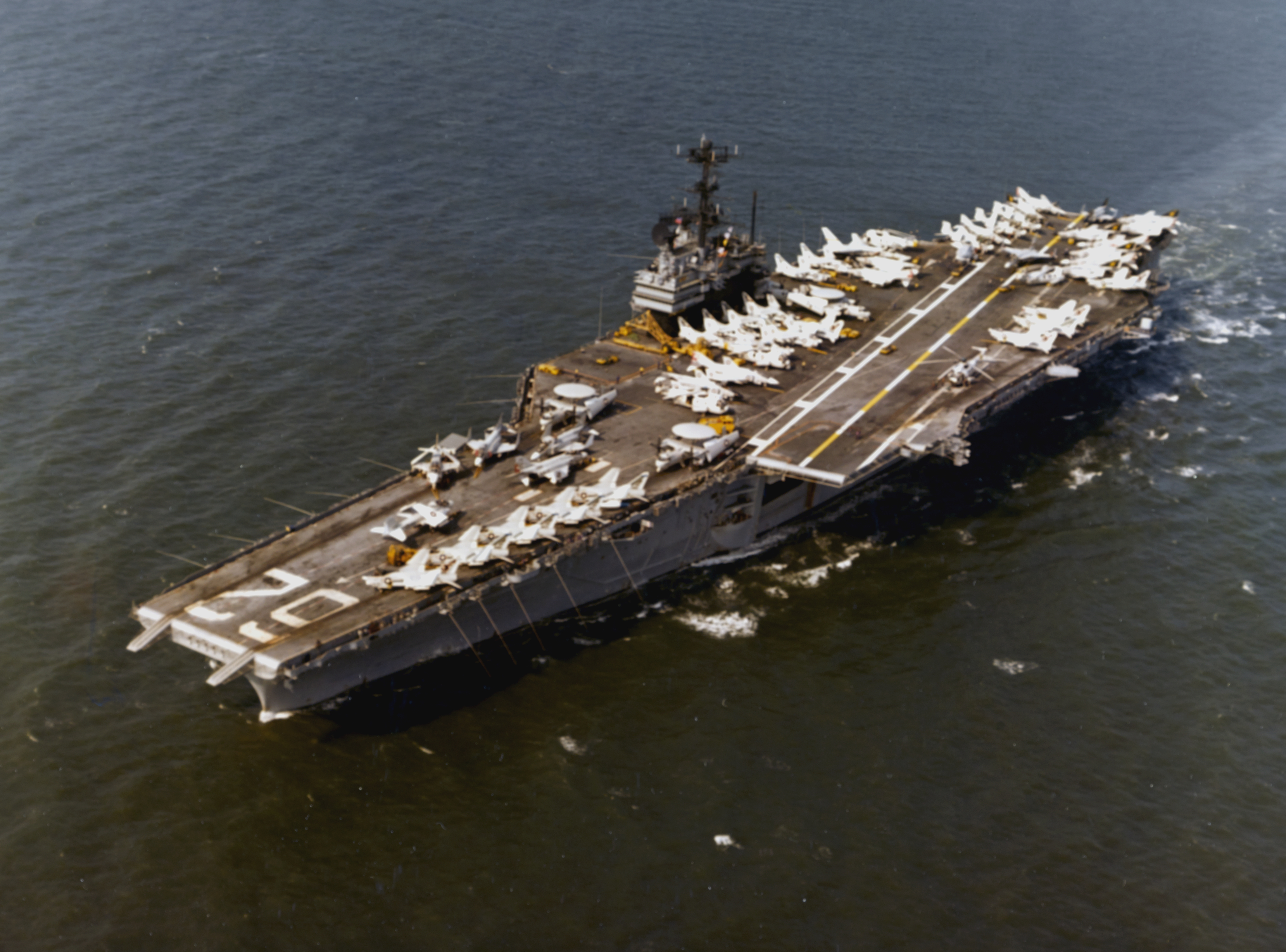
El USS Independence en la década de 1970

Después del desarme, el Independence quedó en reserva por cinco años y medio antes de ser puesto en espera para ser desguazado el 8 de marzo de 2004. Durante su estancia en reserva sus partes han sido usadas en gran medida para apoyar a la flota de transporte activo, en especial a los portaaviones de la clase Kitty Hawk. Su ancla de babor y dos cadenas de las anclas se utilizaron en el nuevo portaaviones de la clase Nimitz, el USS George H. W. Bush. El reciclaje de las partes y las pobres condiciones de los materiales del buque en el momento en que fue retirado, fue un argumento sólido en contra de mantenerlo como buque museo. En abril de 2004, oficiales de la Armada identificaron al Independence como uno de los 24 buques retirados del servicio disponibles para ser hundidos como arrecifes artificiales. En febrero de 2008, sin embargo, fue programado para ser desmontado en los cinco años siguientes, junto con USS Constellation.
El 26 de enero de 2012 el Naval Sea Systems Command de la Armada publicó el anuncio de licitación para el remolque y desmantelamiento completo de varios portaaviones CV-59/CV-63, para incluir a los dados de baja USS Forrestal (CV-59),  USS Independence (CV-62), y el USS Constellation (CV-64).